# Fernando Daniel
Fernando Daniel (ur. 11 maja 1996 w Estarreji) – portugalski piosenkarz i muzyk.
Zwycięzca czwartej edycji programu The Voice Portugal (2016). Laureat Europejskiej Nagrody Muzycznej MTV dla najlepszego portugalskiego wykonawcy (2019).

## Dyskografia

### Albumy studyjne
- Salto (2018)